# Little Hulton
Little Hulton är en ort i distriktet Salford, i Storbritannien. Den ligger i grevskapet Greater Manchester och riksdelen England, i den centrala delen av landet, 270 km nordväst om huvudstaden London. Little Hulton ligger 112 meter över havet och antalet invånare är 10 216. Little Hulton var en civil parish 1866–1974. Civil parish hade 9 997 invånare år 1951.
Terrängen runt Little Hulton är lite kuperad. Runt Little Hulton är det mycket tätbefolkat, med 1 956 invånare per kvadratkilometer. Närmaste större samhälle är Manchester, 13,2 km öster om Little Hulton. Runt Little Hulton är det i huvudsak tätbebyggt.